# Adilson Fernandes
Adilson Luis Fernandes, mais conhecido como Adilson Fernandes (Canoas, 17 de agosto de 1958), é um treinador e ex-futebolista brasileiro que atuava como zagueiro.

## Títulos

### Como jogador
Grêmio
- Campeonato Gaúcho Júnior: 1975, 1976, 1977, 1978
- Campeonato Gaúcho: 1977

Joinville
- Campeonato Catarinense: 1980, 1981, 1982, 1983, 1984, 1985, 1987

Náutico
- Campeonato Pernambucano: 1985